# Manoir de la Motte Beaumanoir

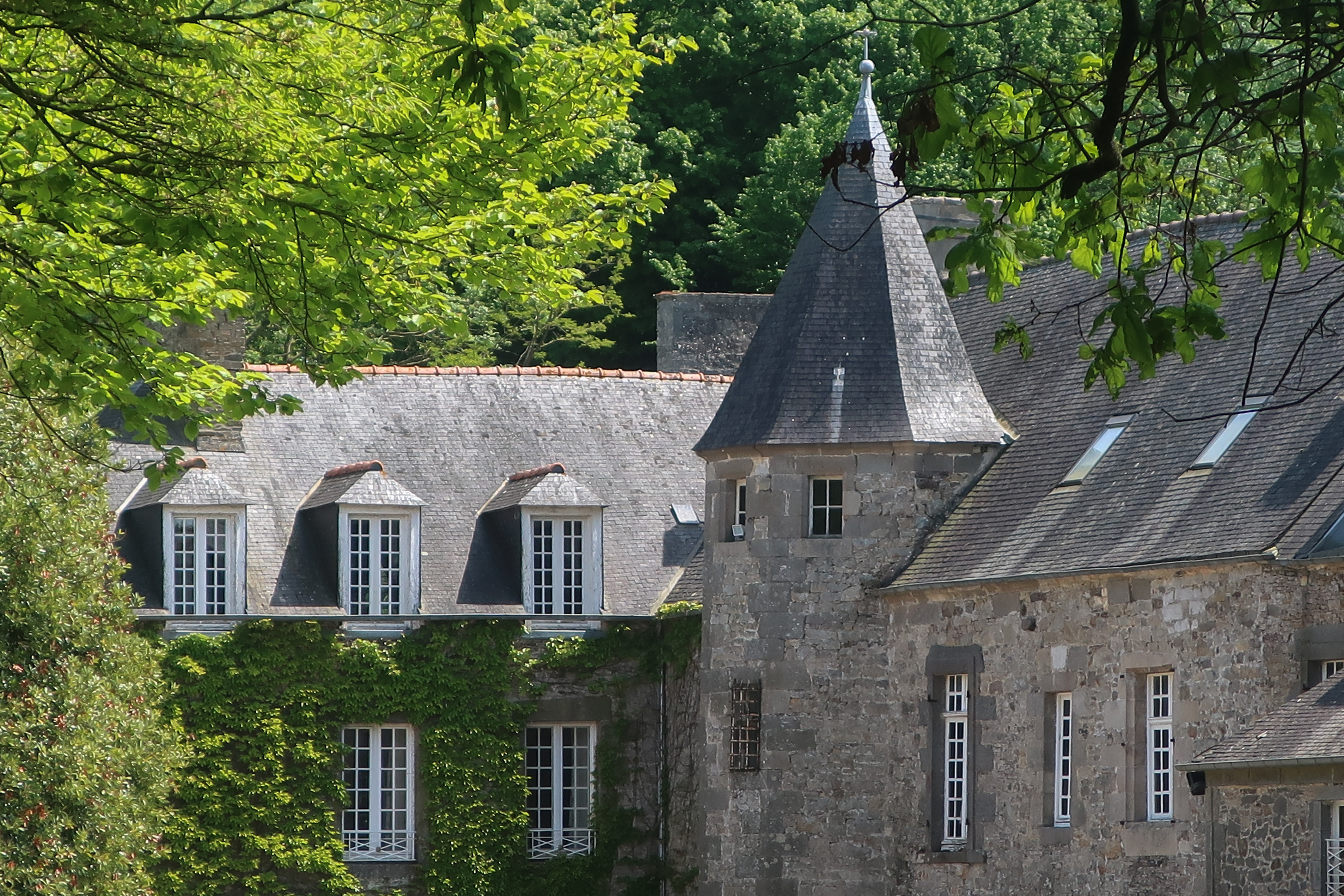
Le château de la Motte-Beaumanoir

Le château de la Motte Beaumanoir est une demeure construite  au XVe siècle par la famille Boutier. Il est situé sur les communes de Plesder et Pleugueneuc (Ille-et-Vilaine).

## Historique
Ancienne seigneurie de la Motte, de la paroisse de Pleugueneuc appartenant à famille Boutier (Bouttier) puis à la famille Gruel au XIVème et XVème siècle, le lieu est appelé successivement la Motte-Boutier puis la Motte Gruel.  
Une porte logis y est bâti. 
Le domaine devient un fief de la famille de Beaumanoir au milieu de XVIe siècle. 
En 1764, Jean Thomas Baptiste de Lorgeril, capitaine des vaisseaux du roi, achète la seigneurie à Louis Charles Marie De La Bourdonnaye Montluc, président du parlement de Bretagne. Le domaine restera dans la famille de Lorgeril pendant 200 ans. Il fait agrandir le château à l'est et à l'ouest. 
Au début du XIXème siècle, Louis de Lorgeril, futur maire de Plesder et de Rennes, donne au château une grande partie de son aspect actuel. Il fait construire une nouvelle aile à l'est, et entreprend la construction de communs: écuries, étable, bergerie, poulailler, grenier à foin et pressoir. En août 1815, Il organisa le premier Comice agricole de France dans l'allée ouest du château conduisant à Plesder.
En 1953, le château sera laissé à l'abandon à la suite du décès de Paul de Lorgeril, en 25 janvier de cette année. Il fut le dernier membre de la famille De Lorgeril à y habiter.[réf. nécessaire]
En 1977, le château devient la propriété d'un particulier, Mr Bernard. Des travaux sont effectués afin de réhabiliter le château. On lui doit son aspect actuel, notamment par la création d’un étang en 1985, en souvenir de celui existant au XIXème siècle, de la démolition de certains communs en ruine et de la construction d’une extension de l’aile ouest.
La demeure devient un hôtel restaurant.[réf. nécessaire]
En 2001, le château est acheté par Mme Marine Mechin, future coach de la Star Academy 8, pour en faire un centre de bien être.
Quelques années plus tard, à la suite d’un changement de propriétaire, les dépendances ouest sont aménagées en salle de réception. Le château devient chambres d’hôtes et site d’accueil pour événementiel, principalement des mariages.

## Architecture
Ce manoir possédait une chapelle privative qui n'existe plus. 

## Propriétaires
- Famille Boutier
- Famille Gruel
- Famille Saint Gilles
- Louis Charles Marie de La Bourdonnaye Montluc (1704-1775), président du parlement de Bretagne.
- Jean Thomas Baptiste de Lorgeril (1709-1779), fils puîné de Louis François de Lorgeril et de Marie Magdeleine Géraldin, chevalier de Saint-Louis, et son épouse[7] Louise Gabrielle de Kermarec de Traurout (1750-1786), née à la Demi-Ville en Plélo[8]. Il meurt au château de la Bourbansais, chez Louis Gabriel de la Forest d'Armaillé (1764-1833), futur beau-père de son fils, le 29 décembre 1799.
- Louis François Marie de Lorgeril (1778-1842), fils des précédents, épouse le 12 février 1806 Julie Marie Anne Pérrine de la Forest d'Armaillé (1790-1862).
- Léon de Lorgeril (1809-1892), fils de Louis de Lorgeril.
- Paul Charles Léon Marie de Lorgeril (1870-1953),neveu du précédent.